# Katharina Diez
Katharina Diez (ur. 2 grudnia 1809 w Netphen koło Siegen, zm. 22 stycznia 1882 tamże) – katolicka poetka niemiecka, pisała powieści, bajki, utwory dla młodzieży, opowiadania (m.in. Powieść „Heinrich Heines erste Liebe” 1870) i inne.